# Ivar Virgin (1844–1920)

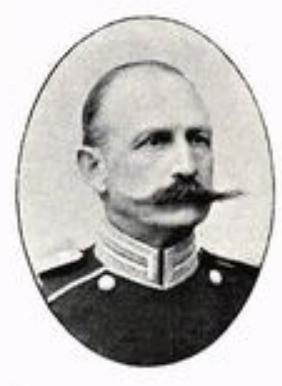
Ivar Virgin.

Ivar Adolf Virgin, född den 22 november 1844 i Karlskrona, död den 14 februari 1920 i Stockholm, var en svensk militär. Han var son till Christian Adolf Virgin, måg till Otto af Klint och far till Ivar och Eric Virgin.
Virgin blev underlöjtnant vid Västgöta regemente 1865 och löjtnant där 1874. Han var ordonnansofficer vid Tredje militärdistriktets stab 1879–1884, blev kapten i armén 1884 och vid Trängbataljonen 1885 samt major och chef för Göta trängbataljon 1893. Virgin befordrades till överstelöjtnant 1894 och var chef för Vendes trängkår 1894–1907, tillika tillförordnad chef för Andra Göta trängkår 1903–1907. Han blev överste i armén 1898 och var reservbefäl 1907–1909. Virgin blev riddare av Svärdsorden 1887, kommendör av andra klassen av samma orden 1901 och kommendör av första klassen 1906. Han vilar på Norra begravningsplatsen utanför Stockholm.